# 上安乡
上安乡，是中华人民共和国海南省琼中黎族苗族自治县下辖的一个乡镇级行政单位。

## 行政区划
上安乡下辖以下地区：
上安社区、什坡村、南万村、长安村、什育村、抄方村、行干村和中兴村。